# آموس راپوپورت
آموس راپوپورت (به انگلیسی: Amos Rapoport) (زاده ۲۸ مارس، ۱۹۲۹، وَرشَو) معمار و از پایه‌گذاران مطالعات محیطی-رفتاری (EBS) است. او استاد معماری کالج دانشگاه لندن است و خود، معماری را در دانشگاه رایس و شهرسازی را در دانشگاه ملبورن به اتمام رسانده‌است.

## کتاب‌های ترجمه‌شده به فارسی
- انسان‌شناسی مسکن (۱۹۶۹)؛ ترجمهٔ خسرو افضلیان (۱۳۸۸)
- معنی محیط ساخته‌شده (۱۹۸۲)؛ ترجمهٔ فرح حبیب (۱۳۹۲)
- فرهنگ، معماری و طراحی (۲۰۰۳)؛ ترجمهٔ ماریا برزگر و مجید یوسف‌نیا پاشا (۱۳۹۱)